# 해변

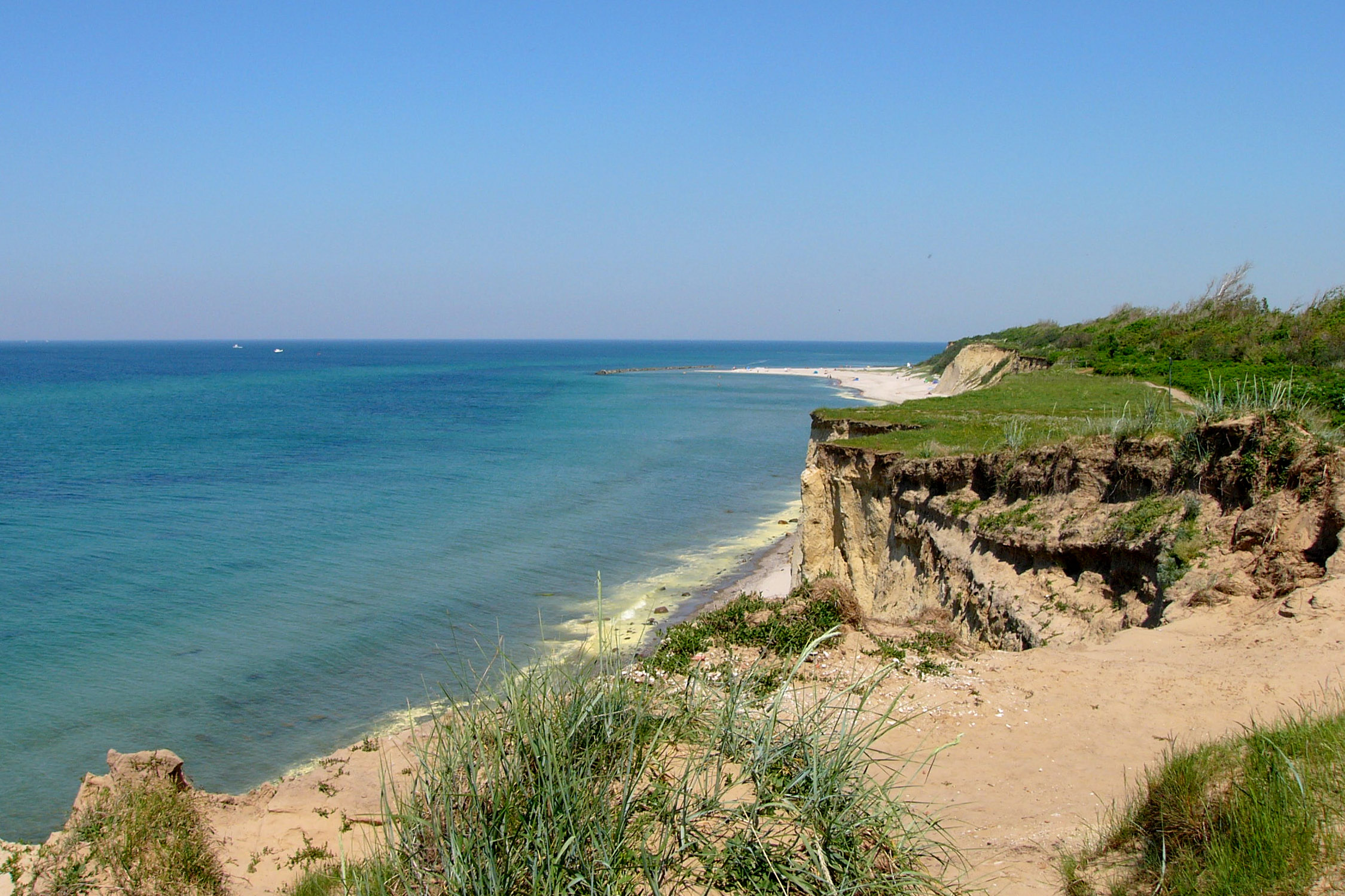
포어포메른의 해변(다르스)

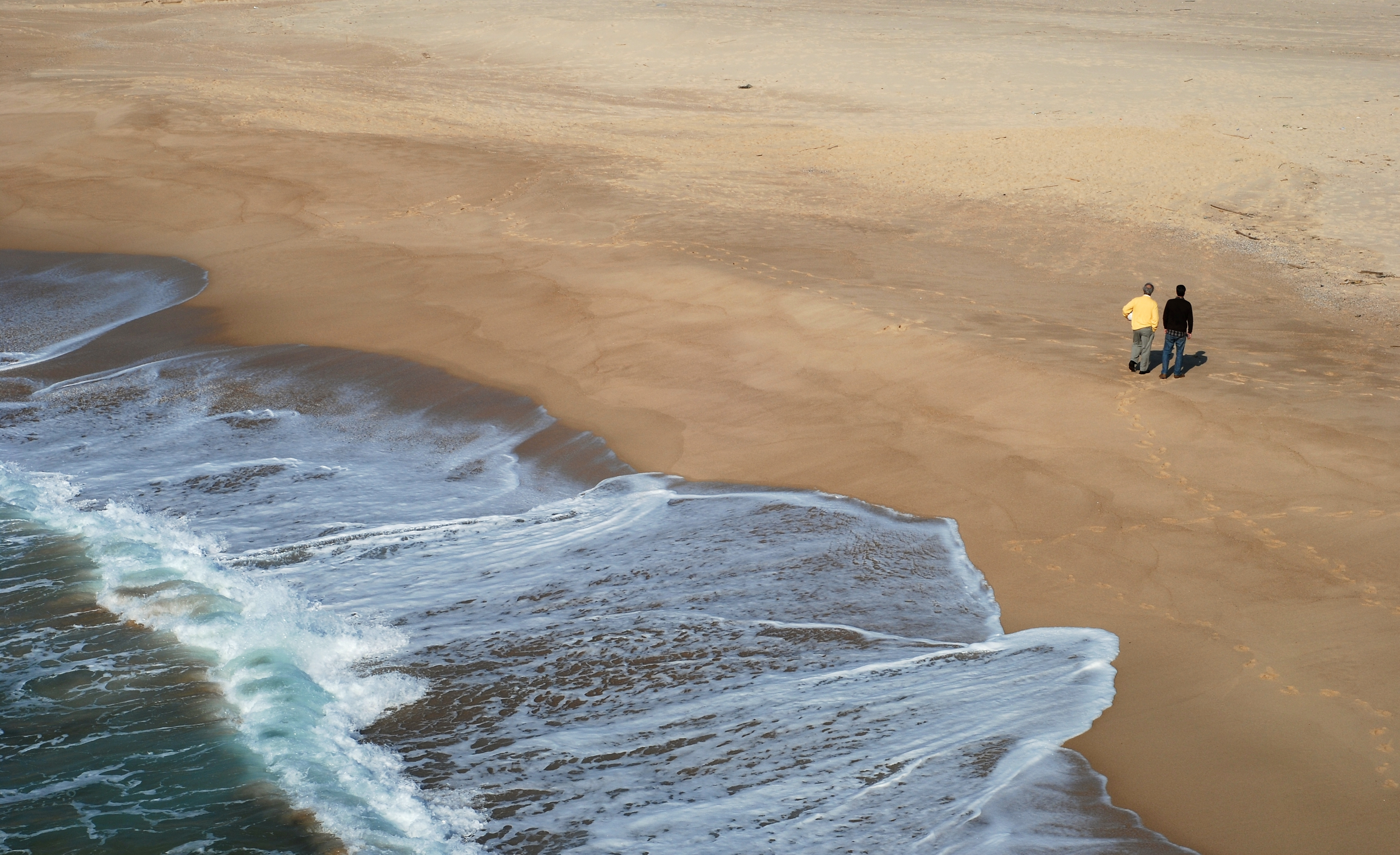
포르투갈 포르투 코부의 해변

해변(海邊) 또는 해빈(海濱)은 해안선을 따라 파도와 연안류(沿岸流)가 모래나 자갈 등을 쌓아올려서 만들어 놓은 퇴적 지대이다. 대부분의 해변은 모래로 되어 있다.

## 해변의 형성
해변은 파도나 해류가 모래 같은 부유물을 연안에 퇴적시켜서 형성된다. 연안의 바위의 풍화 등으로 침식이 발생하게 되고 이것이 연안에 쌓이게 된다. 연안의 산호초 역시 해변의 모래를 만드는데 중요한 역할을 한다.

## 휴양 시설로서의 해변

### 역사
고대 로마의 부유층들은 여가를 즐기러 해변을 방문했다. 로마의 부유층들은 전망이 좋은 곳에 빌라를 지어 별장으로 활용했다. 나폴리 근교의 아말피 해안이나 트리에스테의 바르콜라 등에서는 오늘날에도 로마 건축물이 남아있다.

## 같이 보기
- 비치볼
- 연안
- 모래성